# Chrysolina dalia
Chrysolina dalia é uma espécie de artrópode pertencente à família Chrysomelidae.